# Alexej Jesin
Alexej Jurjevič Jesin (rusky Алексе́й Ю́рьевич Е́син; * 3. prosince 1987 Kolomna, Ruská SFSR) je ruský rychlobruslař.
Na velkých mezinárodních akcích debutoval šestnáctým místem na Mistrovství světa juniorů 2006. Na podzim téhož roku se poprvé představil v závodech Světového poháru a na začátku roku 2007 premiérově startoval na seniorském světovém sprinterském šampionátu. Zúčastnil se Zimních olympijských her 2010 (shodně 21. místo na tratích 1000 m i 1500 m). V dalších letech bylo jeho nejlepším umístěním na světových šampionátech deváté místo na distanci 1000 m na MS 2012 a stejná příčka na sprinterském světovém šampionátu 2013. Na ZOH 2014 byl v individuálních disciplínách nejlépe šestnáctý v závodě na 500 m (dále 18. místo na 1000 m a 24. místo na 1500 m); ruskému týmu pomohl v olympijském stíhacím závodě družstev k šesté příčce. Z Mistrovství světa ve sprintu 2015 si přivezl bronzovou medaili.